# Еміліо Флорес Маркес
Еміліо Флорес Маркес (ісп. Emilio Flores Márquez; 8 серпня 1908, Кароліна, Пуерто-Рико — 12 серпня 2021) — пуерто-риканський супердовгожитель чий вік був підтверджений Книгою рекордів Гіннеса та Групою LongeviQuest (LQ). З 28 травня 2020 року (після смерті Роберта Вейтона) він став найстарішим живим чоловіком у світі. Також на момент своєї смерті був 19 найстарішим чоловіком в історії. Його вік складав 113 років, 4 дня.

## Біографія
Еміліо Флорес Маркес народився в Кароліні, Пуерто-Рико, 8 серпня 1908 року. Серед його 11 братів і сестер він був другим за старшинством.
У віці близько 10 років він почав допомагати своєму батькові вирощувати на сімейній фермі цукрову тростину. Він також возив цукрову тростину у вагонах, отримуючи за це 1,12 долари на день.
Як старша дитина в сім'ї (його старша сестра померла ще в дитинстві), він відповідав за виконання багатьох домашніх справ, а також дбав про своїх 9 молодших братів і сестер.
У віці 101 року Еміліо переніс операцію з імплантації кардіостимулятора. Хоча він майже втратив слух, він все одно продовжував насолоджуватися життям.
Коли його запитали про його секрет довголіття, він відповів: «Мій батько виховав мене в коханні та навчив любити всіх довкола. Він навчив мене і моїх братів і сестер робити добро і ділитися ним».
30 червня 2021 року після його верифікації, він офіційно був визнаний Книгою рекордів Гіннеса, найстарішим живим чоловіком на Землі.
Помер Еміліо Флорес Маркес 12 серпня 2021 року в Трухільйо-Альто, Пуерто-Рико у віці 113 років, 4 днів. На момент своєї смерті він залишався 19-м найстарішим чоловіком в історії.
Після його смерті найстарішим живими чоловіком у світі став Сатурніно де ла Фуенте Гарсія з Іспанії.

## Особисте життя
Еміліо був одружений з Андреа Перес де Флорес (1918—2010). У пари було четверо дітей. Шлюб тривав до 2010 року, доки не померла Андреа. Вони прожили разом 75 років.

## Довголіття у його сім'ї
У його сім'ї також були довгожителі. Його молодша сестра Хоакіна Флорес Маркес (1916—2018) прожила 102 роки, а його брат Мігель Флорес Маркес (1920—2017) помер за 2 місяці до свого 97-річчя.

## Рекорди довголіття
- 3 квітня 2018 року після смерті Анджеліно Рівера став найстарішим мешканцем Пуерто-Рико.
- 28 травня 2020 року після смерті Роберта Вейтона став найстарішим живим чоловіком на землі.
- 8 серпня 2020 року став 43-м чоловіком в історії, який відсвяткував 112-річчя.
- 9 лютого 2021 року він став 3-ю найстарішою людиною Пуерто-Рико за всю історію.
- 21 липня 2021 року увійшов до 20 найстаріших чоловіків за всю історію, обігнавши за віком Антоніо Тодде.
- 8 серпня 2021 року він став 19-м чоловіком в історії, який відсвяткував 113-річчя.